# 13715 Стід
13715 Стід (13715 Steed) — астероїд головного поясу, відкритий 17 серпня 1998 року.
Тіссеранів параметр щодо Юпітера — 3,394.